# Jean-François Dufour (hockey sur glace)
Pour les articles homonymes, voir Dufour.
Jean-François Dufour (né le 10 mai 1976 à Bedford, au Québec) est un joueur professionnel canadien de hockey sur glace devenu entraîneur.

## Carrière
Il commence sa carrière en 1996 aux Ohio State Buckeyes en NCAA où il va évoluer pendant quatre saisons. Il côtoie notamment Éric Meloche. Lors de la saison 2001-2002, il termine troisième pointeur (quatrième passeur et cinquième buteur) de UHL avec Asheville ce qui lui permet d'être élu meilleur débutant de la ligue. Après avoir joué dans différentes ligues d'Amérique du Nord, il rejoint l'Europe et le club danois de Frederikshavn en 2005-2006 mais sa saison est gâchée par une blessure au poignet.
Il poursuit néanmoins son expérience européenne aux Diables Rouges de Briançon avec qui il termine troisième de Ligue Magnus. Pour sa première saison en France, il est aligné avec Pierre-Luc Sleigher et Márton Vas et finit huitième pointeur et cinquième passeur de la saison régulière. La saison suivante, il devient également l'assistant de l'entraîneur Luciano Basile et s'occupe notamment du travail vidéo. De par son passé en Amérique du Nord, il favorise l'arrivée de l'attaquant américain J.C. Ruid dans le club de la ville haute. Dufour et Edo Terglav sont les ailiers de la première ligne d'attaque dont le centre est Ruid puis Mitja Šivic lors des playoffs. Le défenseur Alexandre Rouleau, un ancien coéquipier le rejoint également. Briançon fait longtemps la course en tête lors de la saison régulière mais cafouille lors des derniers matchs et termine seconde derrière les Dragons de Rouen. L'équipe échoue en finale de la Coupe de la Ligue puis en finale de la Ligue Magnus contre cette même équipe.
En 2008, le jeune Karl Gagné occupe le poste de centre entre Terglav et Dufour. Fin octobre, une rupture du ligament croisé antérieur du genou gauche met un terme à la saison de Gagné. Il est alors remplacé par l'ailier Dany Roussin dans l'effectif de Luciano Basile. L'international britannique Greg Owen prend alors place au centre de la première ligne d'attaque. L'équipe est battue en huitième de finale de la Coupe de France chez les Ducs de Dijon 3-1 puis en finale de Coupe de la Ligue 4-3 après prolongation contre le Grenoble métropole hockey 38. Les briançonnais, premiers de la saison régulière, sont défaits trois victoires à une en finale de la Ligue Magnus. Les grenoblois réalisent le quadruplé avec en plus le match des champions et la Coupe de France. Durant les séries éliminatoires, le président du club Alain Bayrou avait annoncé que Dufour avait rejoint Grenoble pour la saison à venir.
Il met un terme à sa carrière de joueur en 2010 et devient entraîneur des Brûleurs de Loups de Grenoble. À la suite de l'absence de résultat convaincant il est remplacé pour la saison 2014-2015 par le canadien Richard Martel et devient entraîneur adjoint/entraîneur de l'équipe U22 de Grenoble.
En août 2014, à la suite de l'indisponibilité d'un grand nombre de joueurs, il dispute en tant que joueur un match amical contre Angers. Il marque alors le seul but grenoblois. 
Il est aujourd'hui le manager général des Brûleurs de Loups.

## Trophées et honneurs personnels
- United Hockey League
  - En 2001-2002, élu recrue de la saison.
- Ligue Magnus
  - 2008-2009 : Sélectionné dans l'équipe des meilleurs étrangers pour le Match des étoiles.
  - 2009 : remporte le trophée Charles-Ramsay.
  - 2007-2008 : Sélectionné dans l'équipe des meilleurs étrangers pour le Match des étoiles.

## Parenté dans le sport
Il est le beau-frère du joueur de hockey professionnel, Éric Meloche. Son beau-père est le joueur de hockey de la LNH, Gilles Meloche.

## Statistiques
Pour les significations des abréviations, voir Statistiques du hockey sur glace.
| Saison    | Équipe                            | Ligue          |    | Saison régulière | Saison régulière | Saison régulière | Saison régulière | Saison régulière |   | Séries éliminatoires | Séries éliminatoires | Séries éliminatoires | Séries éliminatoires | Séries éliminatoires |
| Saison    | Équipe                            | Ligue          | PJ | B                | A                | Pts              | Pun              | PJ               | B | A                    | Pts                  | Pun                  |                      |                      |
| 1996-1997 | Buckeyes d'Ohio State             | NCAA           | 42 | 10               | 16               | 26               | 14               |                  |   |                      |                      |                      |                      |                      |
| 1997-1998 | Buckeyes d'Ohio State             | NCAA           | 41 | 9                | 15               | 24               | 16               |                  |   |                      |                      |                      |                      |                      |
| 1998-1999 | Buckeyes d'Ohio State             | NCAA           | 35 | 13               | 22               | 35               | 47               |                  |   |                      |                      |                      |                      |                      |
| 1999-2000 | Buckeyes d'Ohio State             | NCAA           | 37 | 15               | 21               | 36               | 28               |                  |   |                      |                      |                      |                      |                      |
| 2000-2001 | Everblades de la Floride          | ECHL           | 3  | 1                | 0                | 1                | 0                |                  |   |                      |                      |                      |                      |                      |
| 2001-2002 | Smoke de Asheville                | UHL            | 74 | 40               | 65               | 105              | 24               |                  |   |                      |                      |                      |                      |                      |
| 2002-2003 | Mallards de Quad City             | UHL            | 57 | 17               | 34               | 51               | 35               | 14               | 5 | 5                    | 10                   | 13                   |                      |                      |
| 2003-2004 | Penguins de Wilkes-Barre/Scranton | LAH            | 13 | 0                | 3                | 3                | 0                |                  |   |                      |                      |                      |                      |                      |
| 2003-2004 | Nailers de Wheeling               | ECHL           | 54 | 22               | 48               | 70               | 24               | 5                | 1 | 1                    | 2                    | 0                    |                      |                      |
| 2004-2005 | IceHogs de Rockford               | UHL            | 77 | 26               | 53               | 79               | 52               | 8                | 3 | 5                    | 8                    | 2                    |                      |                      |
| 2005-2006 | Frederikshavn IK                  | AL-Bank ligaen | 31 | 8                | 10               | 18               | 22               | 7                | 0 | 4                    | 4                    | 6                    |                      |                      |
| 2006-2007 | Briançon                          | Ligue Magnus   | 26 | 13               | 29               | 42               | 53               | 8                | 3 | 5                    | 8                    | 6                    |                      |                      |
| 2006-2007 | Briançon                          | CdF            | 4  | 0                | 5                | 5                | 2                |                  |   |                      |                      |                      |                      |                      |
| 2006-2007 | Briançon                          | CdlL           | 4  | 2                | 3                | 5                | 2                |                  |   |                      |                      |                      |                      |                      |
| 2007-2008 | Briançon                          | Ligue Magnus   | 26 | 15               | 25               | 40               | 20               | 9                | 4 | 8                    | 12                   | 14                   |                      |                      |
| 2007-2008 | Briançon                          | CdF            | 3  | 0                | 1                | 1                | 0                |                  |   |                      |                      |                      |                      |                      |
| 2007-2008 | Briançon                          | CdlL           | 7  | 6                | 5                | 11               | 6                |                  |   |                      |                      |                      |                      |                      |
| 2008-2009 | Briançon                          | Ligue Magnus   | 25 | 18               | 40               | 58               | 34               | 12               | 1 | 10                   | 11                   | 6                    |                      |                      |
| 2008-2009 | Briançon                          | CdF            | 1  | 0                | 0                | 0                | 0                |                  |   |                      |                      |                      |                      |                      |
| 2008-2009 | Briançon                          | CdlL           | 10 | 4                | 7                | 11               | 8                |                  |   |                      |                      |                      |                      |                      |
| 2009-2010 | Grenoble                          | Ligue Magnus   | 26 | 17               | 22               | 39               | 16               |                  |   |                      |                      |                      |                      |                      |
| 2009-2010 | Grenoble                          | CdlL           | 11 | 5                | 8                | 13               | 8                |                  |   |                      |                      |                      |                      |                      |
| 2009-2010 | Grenoble                          | CC             | 3  | 1                | 2                | 3                | 2                |                  |   |                      |                      |                      |                      |                      |

## Évolution en Ligue Magnus
- Premier match : le 9 septembre 2006 au Mont-Blanc.
- Premier point : le 9 septembre 2006 au Mont-Blanc.
- Premier but : le 9 septembre 2006 au Mont-Blanc.
- Première assistance : le 9 septembre 2006 au Mont-Blanc.
- Plus grand nombre de points en un match : 6, le 7 mars 2008 contre Tours.
- Plus grand nombre de buts en un match : 3
  - le 14 octobre 2006 à Morzine-Avoriaz ;
  - le 20 septembre 2008 contre Épinal ;
  - le 27 septembre 2008 contre Neuilly-sur-Marne.
- Plus grand nombre d'assistances en un match : 4
  - le 28 octobre 2006 contre Strasbourg ;
  - le 17 février 2007 contre Épinal;
  - le 22 décembre 2007 contre Mont-Blanc ;
  - le 7 mars 2008 contre Tours.